# Јевгениј Циганов
Јевгениј Едуардович Циганов (рус. Евге́ний Эдуа́рдович Цыгано́в; Москва, 15. март 1979) руски је позоришни и филмски глумац.
Завршио је студије филмске режије. Као филмски глумац дебитовао је 2001. у филму Јурија Гримова „Колекционар”. Добитник је најпрестижније руске награде „Златни орао” у категорији најбољи главни глумац у серији „Отепељ”. У филму „Битка за Севастопољ” из 2015. играо је главну мушку улогу (тумачио је лик капетана снајперског пука Леонида Киценка).